# 加迪 (喬治亞州)
加迪（英語：Gardi）是位於美國喬治亞州韋恩縣的一個非建制地區。該地的面積和人口皆未知。

## 地理
加迪的座標為31°32′18″N 81°47′53″W / 31.53833°N 81.79806°W，而該地的平均海拔高度為18米（即59英尺）。